# Arlington (Washington)
Pour les articles homonymes, voir Arlington.
La ville américaine d’Arlington est située dans le comté de Snohomish, dans l’État de Washington. Sa population s’élevait à 17 926 habitants lors du recensement de 2010, estimée à 19 112 habitants en 2016.